# Gastronomía mexica

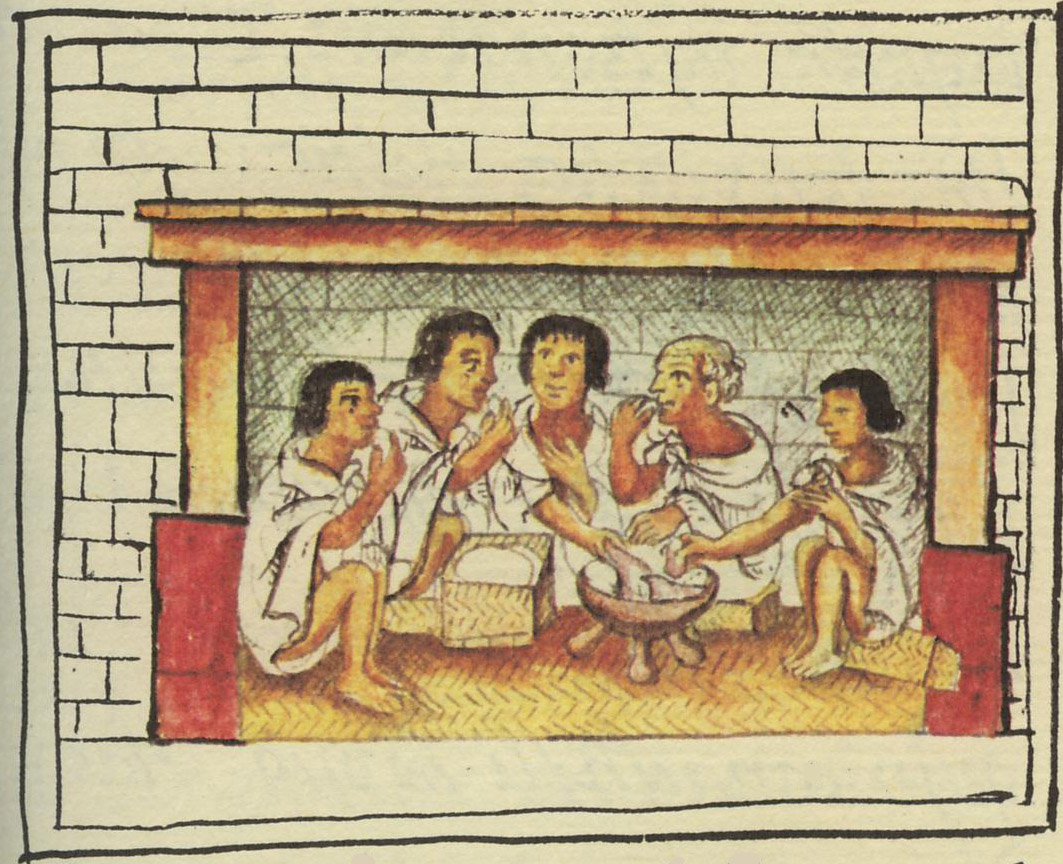
Mexicas tomando un almuerzo Códice Florentino,. En esta imagen se caracteriza el timo uso alimenticio del maíz.

Pt:El ingrediente básico y el más importante de la  gastronomía mexica (azteca) fue el maíz, un cultivo que era muy importante para la sociedad azteca. El maíz desempeñaba un papel muy importante en la economía mexicana el cual sirvió durante cierto tiempo como moneda. En ámbitos de la mitología, Cintéotl, deidad del [cita requerida]maíz y Huitzilopochtli se les veneraba y ofrendaba con cañas de maíz. Al igual que el trigo en Europa y el arroz en la mayoría de Asia oriental, el maíz era considerado un alimento imprescindible en la dieta diaria. Se cultivaba un inestimable número de variedades, las cuales varían en color, textura, tamaño y calidad.
Hay seis tipos fundamentales de tipos de maíz: dentado, duro, blando, o harinoso, dulce, reventón y envainado. El maíz blando y harinoso se llama también maíz de las momias, porque es la variedad que generalmente se encuentra en las sepulturas de los aztecas. Estas variedades eran consumidas principalmente en forma de tortillas, tamales o atole, además de otros guisos. Otros alimentos comunes entre los aztecas, fueron la sal y los chiles, que eran los condimentos básicos de la cocina azteca, se consideraba incluso una forma de sacrificio el privar la comida de tales sabores.
Otros alimentos importantes fueron los frijoles y las diferentes variedades de granos de amaranto, y la chía. La combinación del maíz y estos alimentos básicos habrían proporcionado al pueblo azteca, una dieta decente sin importantes deficiencias en vitaminas o minerales. El tratamiento del maíz era llamado nixtamalización, y consistía básicamente en cocinar los granos de maíz en soluciones alcalinas, lo que aumentaba enormemente el valor nutricional de la mazorca común.
El agua, atole y pulque, el jugo fermentado del maguey; fueron las bebidas más comunes entre la sociedad azteca. Además diversas bebidas alcohólicas, que eran fermentadas de la miel, jugo de diversas cactáceas y frutos. La élite de la sociedad se enorgullecía de no beber pulque, una bebida de plebeyos; ya que preferían beber diversas bebidas preparadas con cacao. Esta bebida era uno de los mayores lujos disponibles; ya que fue la bebida de gobernantes, guerreros y nobles. Fue condimentada con vainilla, miel y una aparentemente interminable lista de hierbas y especias, entre ellas chiles. Alguna vez fue utilizado el cacao como moneda entre los aztecas; el valor de los granos dependía de su tamaño y peso.
La dieta azteca incluía una impresionante variedad de animales: pavos y diversas aves de corral, además de tuzas, iguanas, ajolotes (un tipo de salamandras común en el lago de Texcoco), camarones, pescado y una gran variedad de insectos, huevos y larvas de insectos. También consumían diversos hongos y setas, especialmente el huitlacoche, un hongo parásito que crece en las mazorcas del maíz. La calabaza era muy popular y se le encontraba en muchas variedades diferentes en los mercados del México prehispánico; también eran consumidas sus semillas, ya fueran frescas, secas o tostadas, eran especialmente populares. Los tomates también eran un ingrediente común, aunque se consumían diferentes variedades a las actuales; se le consumía a menudo mezclado con chile en salsas o como relleno para tamales.

## Comidas, almuerzos  y banquetes en la sociedad azteca
La mayoría de las fuentes dicen que los aztecas tomaban dos comidas por día, aunque existen registros en los que los obreros tomaban tres comidas diarias, una en la madrugada, otra en aproximadamente 9 de la mañana y una a las 3 de la tarde. Esto es similar a la costumbre que se tenía en la Europa contemporánea, pero no está claro si la ingesta de atole u otros alimentos, era considerado como una comida o no. Tomando una buena cantidad de diversos tipos de atole, uno podría igualar las calorías de varias tortillas, por lo que el atole era consumido casi diario por la mayoría de la población.

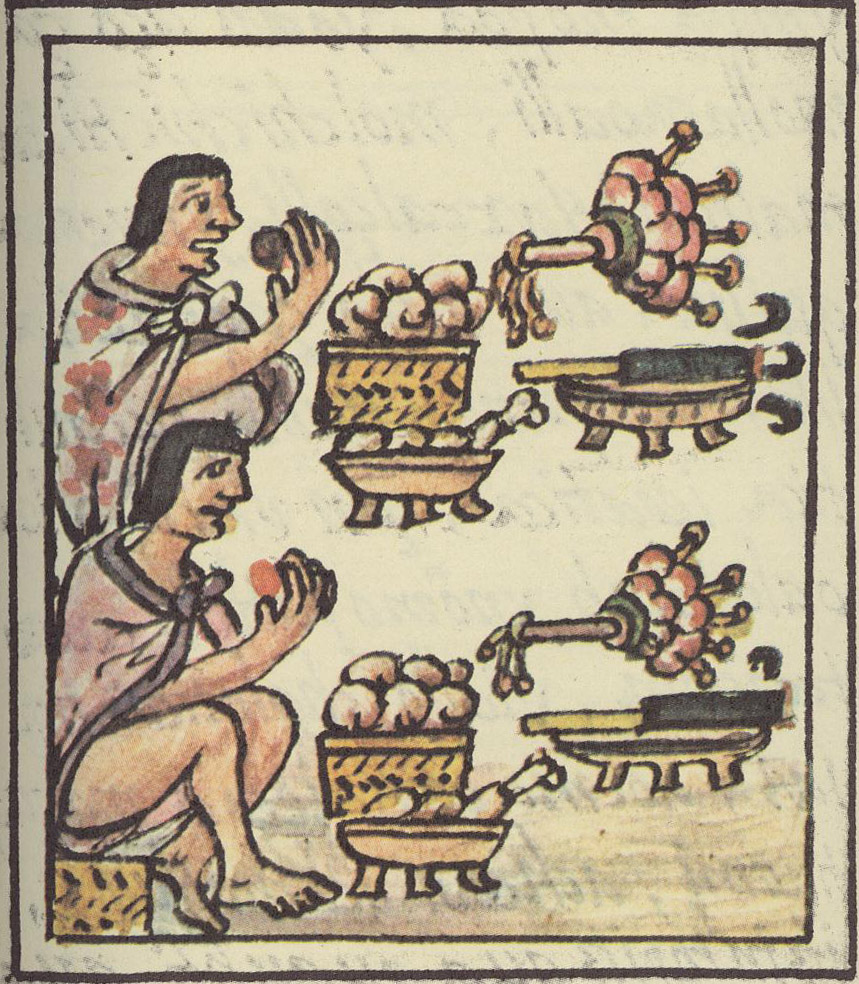
Banquete azteca. Códice Florentino,.

### Banquetes
Muchos testimonios existen sobre las fiestas y banquetes aztecas y sobre la ceremonia que los rodeaba. Antes de un banquete los sirvientes presentaban olorosos rollos de tabaco y también a veces flores con las que los huéspedes cubrían su cabeza, manos y cuello. Antes de empezar la comida cada huésped apartaría un poco de comida y la dejaría en el suelo como ofrenda a la diosa Tlaltecuhtli. Ya que esta era una sociedad militarista en extremo, hasta la comida estaba influenciada por esta actividad, ya que los sirvientes al servir la comida imitaban los movimientos de los guerreros. Los cigarros y las flores pasaban de la mano izquierda del siervo a la mano derecha del invitado al igual que los platos con los alimentos. Esto era una imitación del momento en que un guerrero recibía su átlatl, flechas y escudo. Las flores entregadas recibían diferentes nombres según la mano con que se entregaban; Las «flores espada» pasaban de la mano izquierda a la derecha y las «flores escudo» pasaba de derecha a izquierda. Al comer, los invitados sostenían sus tazones llenos de salsa con la mano derecha y luego sumergían tortillas o tamales (servidos en pequeñas canastas) con la izquierda. La comida concluía al servirse el chocolate, el cual era servida en un traste hecho con una calabaza hueca, junto con un palillo para agitarlo.
Hombres y mujeres comián separados en los banquetes y, aunque no es totalmente claro según las fuentes, parece que solo los hombres bebían chocolate. Las mujeres probablemente bebían pozolli (una variedad de atole) o algún tipo de pulque. Los anfitriones ricos a menudo recibían a sus invitados en habitaciones alrededor de un pequeño patio abierto similar al caravanserai en Oriente Medio (o han en turco), también solían presentarse bailes, sobre todo si había militares como anfitriones o invitados. Fiestas comenzaban normalmente a medianoche; algunos invitados bebían chocolate o comían hongos alucinógenos para poder hablar de sus experiencias y visiones a los demás huéspedes. Antes del amanecer, los invitados comenzaban a cantar y ,a quemar y enterrar ofrendas en el patio para asegurar la buena suerte de los hijos de los anfitriones. En la madrugada las flores, cigarros y alimentos restantes eran dados a los ancianos y pobres que habían sido invitados, o a los sirvientes. Como en todos los otros aspectos de la vida, los aztecas recordaban la doble naturaleza de todas las cosas, y al final del banquete, el anfitrión era condenado a recordar por sus mayores su propia mortalidad, la cual no se superaba ni con todo el orgullo propio.

### Alimentos para las fiestas
Los mexicas, al igual que otras culturas mesoamericanas, le asignaron al alimento un carácter divino. Buena parte de su vida giraba en torno a la religión, de manera que lo que se comía formaba parte íntima de las ceremonias realizadas. Entre dichos alimentos, como se ha mencionado, el principal símbolo y sustento, tanto del cuerpo como del espíritu, lo constituye el maíz, que llamaban tlaolli, de tlalli: tierra, y olli: goma o hule, goma de la tierra. La historia sobre su búsqueda y hallazgo se atribuye a Quetzalcóatl, héroe-dios que además de sacrificar su virilidad para dar vida a los hombres, les proporcionó su alimento: el maíz blanco, el maíz oscuro, el maíz amarillo, el maíz rojo, los frijoles, la chía y el amaranto, brindando las bases de la dieta indígena.
Una vez obtenidos los alimentos básicos había que agradecerlos a los dioses a través de ritos y ceremonias adecuados. De acuerdo a su calendario de 18 meses (con 20 días cada uno), los mexicas tenían una fiesta mensual para honrar a sus diferentes deidades, en las que les hacían ofrendas de alimentos distintos a los del consumo cotidiano.
El padre Fray Bernardino de Sahagún, en su Historia general de las cosas de la Nueva España, relata ampliamente las diversas festividades que se celebraban y las ofrendas culinarias que se hacían. Una clásica bebida ritual era el  pulque u octli (aguamiel del maguey fermentada), cuyo consumo estaba destinado a las personas mayores, ya que si se sorprendía a un joven en estado de ebriedad podía ser severamente castigado, incluso con la muerte.
Las tortillas o tlaxcalli y los tamales o tamalli tenían tamaños, composiciones, adornos y formas especiales, como mariposas y rayos. A algunos de ellos, el cronista los llama «pan ázimo», o pan sin levadura, de uso religioso, y se refiere a la forma de preparar la masa de maíz sin cal, empleada regularmente para ablandar el grano. También ofrendaban izquitl o maíz tostado (del que se dice es antecedente de las palomitas de maíz), solo o revuelto con miel y harina de semillas de «bledos».
La palabra «bledo» no es más que el término empleado por los españoles para referirse a la semilla de amaranto o huautli, que hecho pasta (harina con miel) recibía el nombre de tzoalli y puede equivaler a la «alegría» actual. El amaranto era considerado por los mexicas como un alimento especial de tipo espiritual. Le daban formas de rodela, saetas, espadas, muñecas y de algunos de sus dioses.
Comúnmente, al finalizar las fiestas se dividían las imágenes de tzoalli y se las comían a manera de comunión, hecho que escandalizó a los frailes por su parecido con los ritos cristianos, de ahí que el cultivo del amaranto se prohibiera durante la Colonia, sin llegar a extinguirse. Una de las ceremonias que más impactan en este sentido la describe el fraile Diego Durán en su Historia de las Indias de la Nueva España; se trata de la fiesta en honor a Huitzilopochtli donde no se podía comer otra cosa más que tzoalli con miel. Con la pasta hacían un gran ídolo a imagen del dios, lo vestían y lo adornaban con joyas. De igual manera, elaboraban unos huesos muy grandes que depositaban a los pies de la imagen. Se trataba de la carne y los huesos de Huitzilopochtli, que eran «reverenciados y honrados con la veneración y acatamiento con que nosotros reverenciamos al divino sacramento del altar».

## Preparación
El principal método de preparación de alimentos era hervir o cocer al vapor en ollas de barro con doble asa llamadas xoctli en náhuatl. La olla se llenaba con alimentos y calentada al fuego. También se utilizaba vapor al verter un poco de agua en una olla y colocar después tamales envueltos en hojas de maíz sobre una base ligera hecha con ramitas en medio de la olla. Hay varias referencias sobre comida frita en las crónicas de los españoles, pero la única prueba de que los aztecas freían alimentos, parece ser algún modo de cocinar en el que se usaba un jarabe, y no grasa o manteca. Esto es corroborado por el hecho de que no hay pruebas importantes de extracción de aceites vegetales o de trastes adecuados para freír que hayan sido encontrados por los arqueólogos.
Tortillas, tamales, guisos y salsas fueron los platillos más comunes. Los chiles y la sal era elementos básicos. Una comida básica consistía normalmente solo de tortillas, las cuales se sumergían en diversas salsa con chile, las cuales había sido preparadas en un molcajete. La masa de maíz solía utilizarse para capear carne, e incluso pavos, antes de cocinar. En las principales ciudades y pueblos aztecas había vendedores callejeros de alimentos que vendían todo tipo de alimentos, atendiendo a ricos y pobres por igual; Diversos alimentos preparados y una inimaginable cantidad de tipos de atole solían prepararse en los mercados, ya fuera para saciar la sed o como una especie de comida líquida instantánea.

## Alimentos mexicas

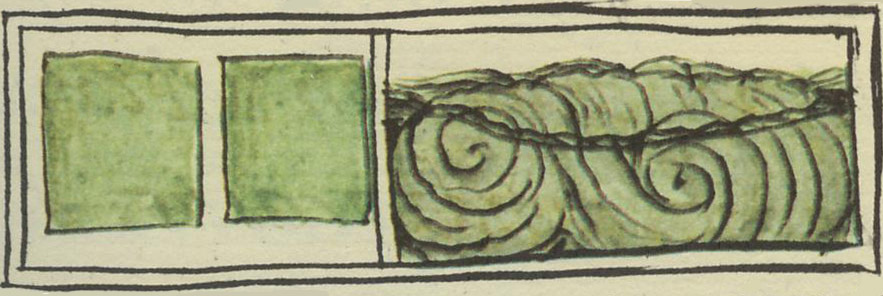
La espirulina solía ser recolectada en la superficie de los lagos con redes y pequeñas palas, y después era secada al sol y comida en forma de pequeñas obleas, las cuales se comían como condimento o acompañado con tortillas.

Entre los alimentos básicos de los mexicas estaba incluido el maíz, frijol y calabaza, a los que a menudo eran añadidos chiles y tomates, todos importantes ingredientes de la dieta de los mexicanos hasta el día de hoy. Los aztecas recogían acociles, pequeños y abundantes camarones del lago de Texcoco, así como algas spirulina, que se preparaban en una especie de oblea rica en flavonoides. Aunque la dieta azteca era principalmente vegetariana, los aztecas consumían insectos como chapulines, gusanos de maguey , hormigas, larvas, etc. Animalillos con un mayor contenido proteico que la carne, e incluso ahora son considerados un manjar en algunas partes de México.

### Cereales

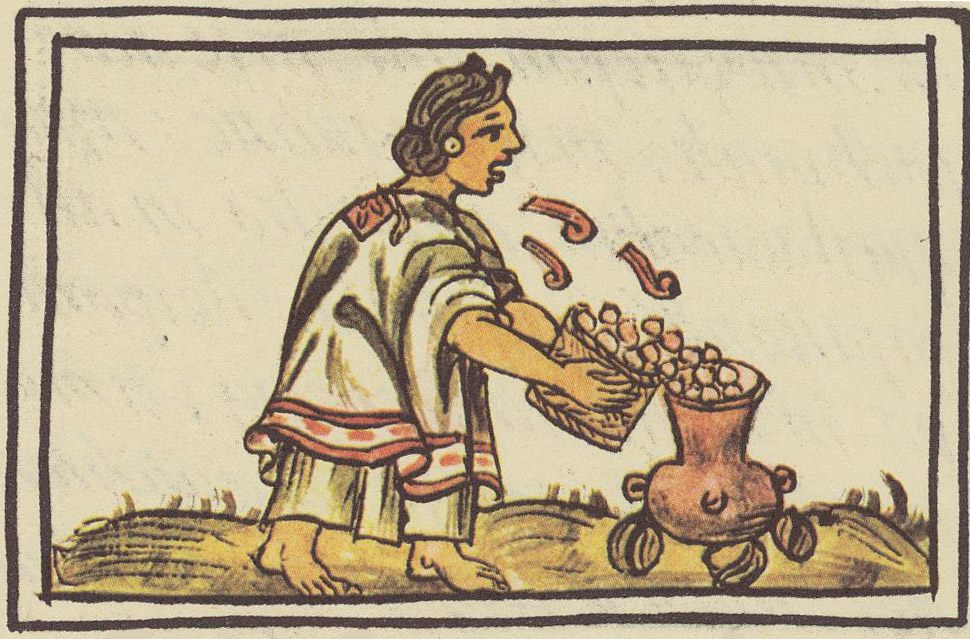
Una mujer azteca que sopla sobre el maíz antes de ponerlo a cocer, como ritual para evitar que la esencia del maíz huya del fuego (Códice Florentino,).

El maíz era el alimento básico más importante de los aztecas. Se consumía en cada comida por todas las clases sociales, y desempeñaba un papel central en la mitología azteca. Para algunos de los primeros europeos que llegaron a América, los aztecas solían describir al maíz como algo «precioso, nuestra carne, nuestros huesos». Existía, y aún existe en un gran número de variedades de diversos tamaños, formas y colores; amarillo, rojizo, de color blanco con rayas de color negro, e incluso una variedad azulosa que se consideraba particularmente valiosa. Innumerables variedades locales y regionales existían en toda Mesoamérica, pero pocas de estas se registraron. El maíz fue reverenciado hasta tal punto que las mujeres soplaban sobre el maíz antes de cocerlo de modo que este no temiera el fuego, y ningún maíz que fue dejado caer sobre la tierra era desperdiciado. Uno de los historiadores de los aztecas fue el misionero español franciscano y cronista Bernardino de Sahagún quién explicó la práctica de la siguiente manera:

Nuestro sustento sufre, se encuentra sudoroso. Quizá no deberíamos recogerlo, ya que podría acusarnos ante nuestro Señor. Seguro diría: ¡Oh, Señor nuestro!, este vasallo tuyo me ha recogido cuando debería estar esparcido sobre la Tierra. ¡Castígalo!. Tal vez no deberíamos cosecharlo más.

Un proceso denominado nixtamalización fue utilizado en todo el continente americano donde el maíz era el alimento básico. La palabra es la mezcla de las palabras en náhuatl nextli («cenizas») y tamalli («masa de maíz; tamal»), y es un proceso que está todavía en uso hoy. El grano seco del maíz es empapado y cocido en una solución alcalina, generalmente agua con cal. Esto libera el grano del pericarpio, la capa exterior de los granos, y hace que el maíz sea más fácil de moler. El proceso transforma el maíz de una simple fuente de carbohidratos en otra considerablemente más completa. Durante la nixtamalización aumenta la cantidad de calcio, hierro, cobre, zinc que contiene el maíz ya que estos se agregan mediante la cal o minerales utilizados en el proceso, además de que la niacina, riboflavina y más proteínas ya presentes en el maíz, las cuales no son digeribles a los seres humanos se liberan a través del proceso. El crecimiento de ciertos microhongos tóxicos es otro beneficio de la nixtamalización. Si el nixtamal se deja fermentar, más nutrientes, incluyendo aminoácidos como la lisina y triptófano estarán disponibles al momento de consumirlo. Juntos; frijoles, hortalizas, frutas, chiles y nixtamal, pueden constituir una dieta completa y nutricionalmente satisfactoria, casi sin necesidad de proteína animal.

## Bebidas

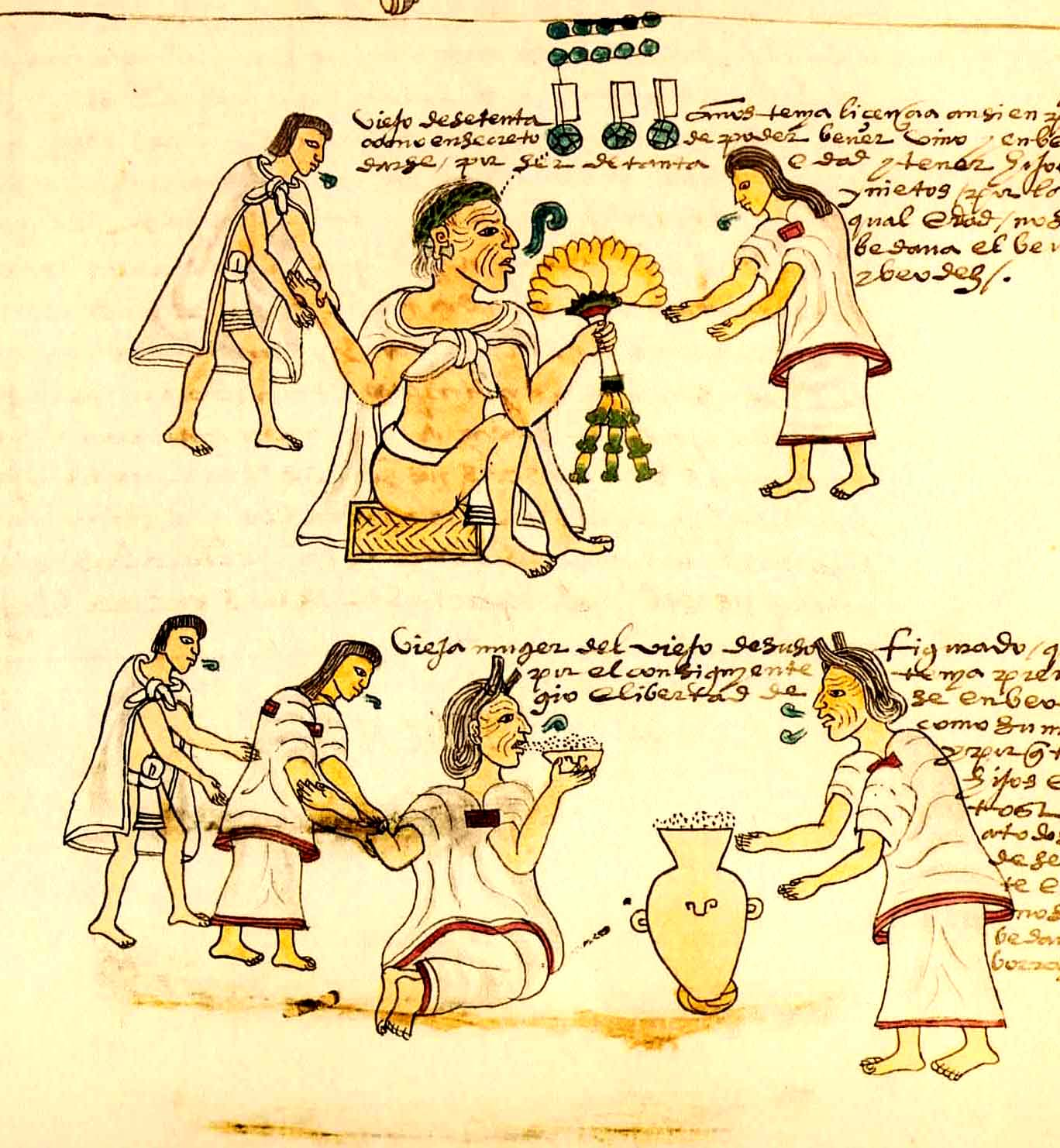
Un dibujo del Códice Mendoza mostrando a unas mujeres aztecas bebiendo pulque.

Muchas diferentes bebidas alcohólicas se elaboraban en el México antiguo desde fermentados de maíz, miel, a licores de cactus, frutas y otras plantas. El licor más común era el octli, una bebida fermentada que se elaboraba a base de aguamiel (savia de maguey). Hoy en día se le conoce como pulque. Era bebido por todas las clases sociales, aunque algunos nobles hacián juramento de abstenerse de probar siquiera esta bebida. Su consumo era tolerado, incluso para los niños en algunas ocasiones, pero no lo era el estar borracho. Las sanciones podrían ser muy duras, y eran más estrictas para la elite.
La primera vez en que un sujeto era sorprendido en embriaguez ameritaba un castigo simple, se le echaba de su casa y se le enviaba a vivir en el campo como un animal. Un noble generalmente no conseguía una segunda oportunidad y podría ser ejecutado por embriagarse. Los castigos por beber parecían haber sido más leves conforme avanzaba la edad, aunque las fuentes difieren en cuanto a la edad exacta. Sin embargo esto no impedía la tragedia de algunos nobles que se convertían en alcohólicos y eran condenados a la pobreza, la miseria y a una muerte temprana. Una de las fuentes de Sahagún le relató la triste historia de un ex-tlacatecatl, general y comandante de 8000 hombres:

El vendió todas sus tierras por beber; lo perdió todo. [...] fue tlacateccatl, un valiente guerrero, un gran guerrero, y una gran hidalgo. A veces, en algún lugar del camino donde en un tiempo llevó a sus hombres, solía caer sentado, borracho, a revolcarse en su inmundicia.

### Atolli
El atolli (atole), una bebida de maíz; representaba una cantidad considerable de la ingesta calórica diaria de un macehual promedio. La receta básica para el atolli era preparar una mezcla de ocho porciones de agua y seis de nixtamal, y luego mezclarlas hasta disolverse. La mezcla era entonces hervida hasta espesar. Hubo muchas variedades de atolli: una mezcla con un 10 % de aguamiel se llamaba nequatolli; al añadirle chile molido con sal y tomate se preparaba el iztac atolli; al dejar reposar el nixtamal por 4-5 días y luego añadirle más masa fresca con chile y la sal se elaboraba el xocoatolli. Frijoles, Tortillas horneadas, maíz tostado, chía, amaranto y miel se mezclaban para preparar el pinolli (pinole). Los viajeros, principalmente los comerciantes o pochtecas llevaban un polvo elaborado con maíz tostado, el cual mezclaban con agua para preparar una especie de atole instantáneo.

### Cacao

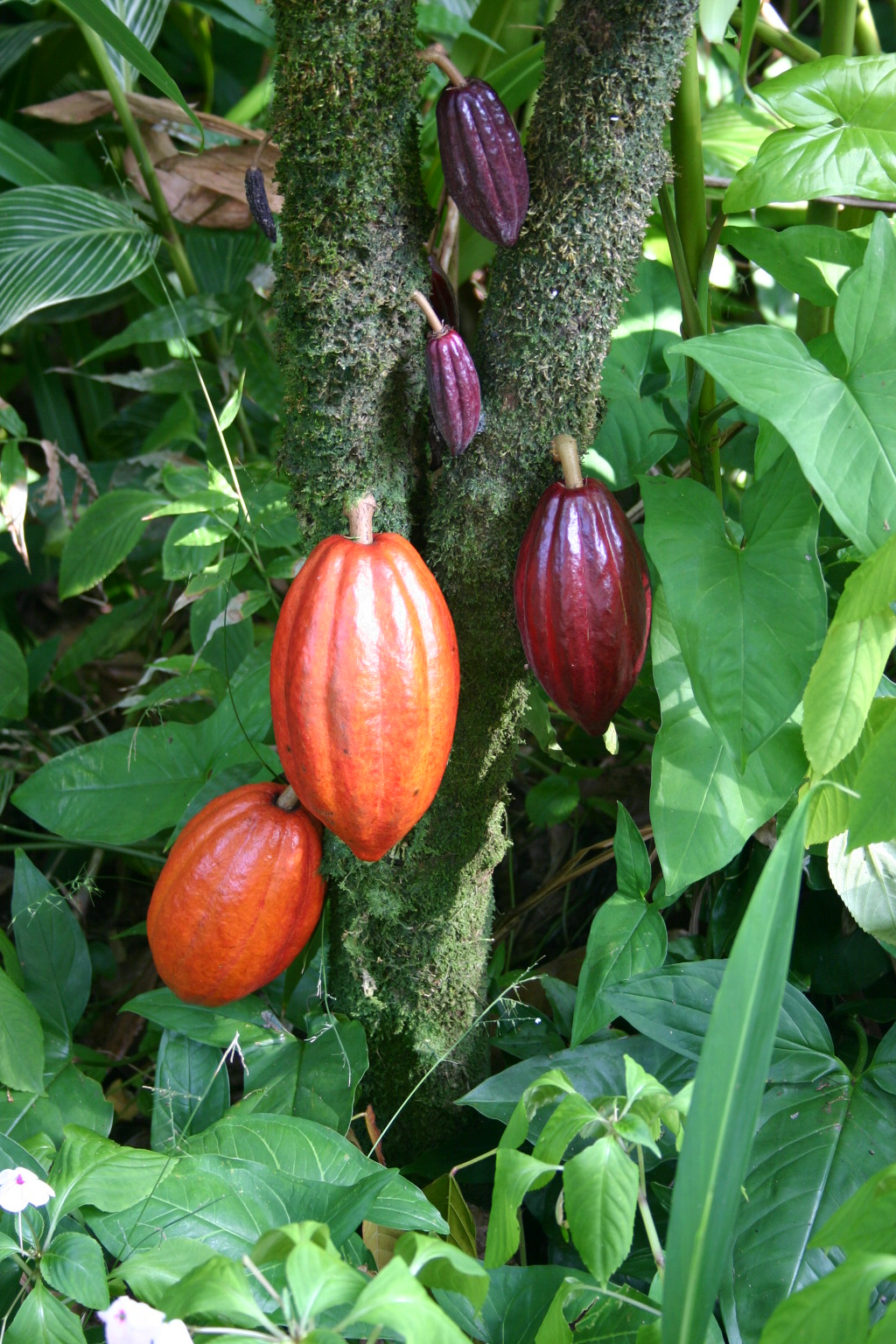
El cacao era un producto importado por los pochtecas desde las regiones meridionales de Mesoamérica hasta la capital del Imperio mexica.

El cacao tenía un inmenso valor simbólico para el pueblo mexica. Era un raro lujo y un producto que no podía ser cultivado dentro de los límites del Imperio azteca, por lo cual era un producto importado de otras regiones de Mesoamérica como Yucatán o la actual Guatemala. No hay descripciones detalladas de cómo se preparaban alimentos sólidos con el cacao, pero hay una serie de alusiones al hecho de que fue comido en alguna forma. Los granos de cacao estaban entre los más valiosos productos en el mundo azteca, ya que solían utilizarse como una especie de moneda dado que en sí el sistema de pago y cobro entre el pueblo era el trueque. Aproximadamente entre 80-100 granos podrían utilizarse para comprar un pequeño manto o una vasija llena de agua dulce si uno vivía en las salinas alrededor del lago de Texcoco, cerca de Tenochtitlán. Sin embargo los granos con frecuencia eran falsificados al llenar vainas vacías con barro.
El cacao era normalmente disfrutado en forma de xocolatl («agua amarga» en náhuatl), bebida de donde deriva el origen de la palabra chocolate. Fue la bebida de guerreros y nobles, se consideraba un potente estimulante, algo que se ingería con gran solemnidad y seriedad, ya que incluso fue descrito como «algo que no se bebe sin pensar» por el cronista español Bernardino de Sahagún. El cacao podría ser preparado en una enorme variedad de formas, la mayoría de ellas mezclando agua caliente o tibia con granos de cacao tostados y molidos, maíz y otros ingredientes tales como chile, miel, vainilla y una amplia variedad de especias. Los ingredientes eran mezclados y batidos con un palo, después se terminaba de revolver pasando la mezcla entre 2 recipientes de modo similar a algunas bebidas alcohólicas. Si el cacao era de alta calidad, este producía una rica capa de espuma. La espuma podría ser retirada, la bebida podría ser más agitada para producir más espuma, que también era retirada y luego colocada en la parte superior de la bebida junto con el resto de la espuma antes de servir.

## Hábitos alimenticios
Los aztecas demostraban una increíble sencillez en todos los aspectos de la vida cotidiana. Autores y cronistas europeos a menudo quedaban impresionados por lo que percibían como una ejemplar frugalidad, sencillez y moderación. Juan de Palafox y Mendoza, obispo de Puebla y virrey de la Nueva España en 1640 informó: 

Los he visto comer con gran deliberación, en silencio, y con gran modestia, cosa que se manifiesta en la paciencia que muestran en todos sus hábitos, la cual también se muestra al comer así, ya que no permiten que el hambre los alteré o apure por satisfacerla.

### Ayuno
El principal aspecto del ayuno azteca era la abstinencia del consumo de sal y chiles; elementos importantísimos en la dieta del azteca promedio. Todos los miembros de la sociedad azteca participan en el ayuno en cierta medida. No había excepciones al ayuno, algo que conmocionó los primeros europeos que entraron en contacto con los aztecas; aunque el  ayuno era común en Europa, había excepciones permanentes para las mujeres y los niños pequeños, los enfermos o débiles y los ancianos. Se dice que antes de la ceremonia del Fuego Nuevo, que tenía lugar cada 52 años (año que marcaba el fin del siglo azteca), algunos sacerdotes permanecían en ayunas durante un año entero, y los otros religiosos 80 días y los nobles 8 días. Los macehuales también participaban en los ayunos, pero de forma menos rigurosa. También hubo un grupo permanente de religiosos ayunantes en Tehuacán, quienes practicaban costumbres ascéticas como dormir con una piedra por almohada y ayunar por períodos de cuatro años con solo una tortilla de 50 gramos (aproximadamente 2 onzas) por día. El único descanso de esta vida venía cada 20 días, cuando se les permitía comer lo que desearan.
Incluso los gobernantes como Moctezuma abandonaban temporalmente su normalmente lujoso estilo de vida; absteniéndose de los lujos y el sexo, y comiendo solo bizcochos de michihuauhtli (un pariente del amaranto) y semillas de amaranto o huauzontle. Incluso el chocolate del tlatoani era reemplazado con un preparado de frijol en polvo y agua. Esto contrasta con los hábitos cuaresmales de muchos nobles y clérigos europeos que, si bien obedecían las consignas religiosas de abstenerse de comer carne roja; organizaban lujosos banquetes con pescado, conservando su lujoso estilo de vida.

### Canibalismo
Los aztecas practicaban el canibalismo ritual. Las víctimas, por lo general prisioneros de guerra o maltin, eran sacrificadas en público en la parte superior de los templos y pirámides, donde se les extraía el corazón, después de esto, los cuerpos eran arrojados al suelo, donde eran desmembrados. Las piezas eran distribuidas entre las clases altas, que eran principalmente guerreros y sacerdotes. La carne era consumida con sal y tortillas de maíz, pero sin el omnipresente chile. Estudios científicos y arqueológicos demostraron que la dieta del azteca promedio era bastante completa a nivel nutricional, descartando la idea del canibalismo como complemento alimenticio.